# Đăk Glei
Đăk Glei là một huyện cũ thuộc tỉnh Kon Tum cũ, Việt Nam.

## Địa lý
Huyện Đắk Glei nằm ở phía bắc tỉnh Kon Tum, có vị trí địa lý:
- Phía tây giáp Lào
- Phía bắc giáp các huyện Phước Sơn, Nam Giang, tỉnh Quảng Nam
- Phía đông giáp huyện Nam Trà My, tỉnh Quảng Nam
- Phía nam giáp huyện Tu Mơ Rông và huyện Ngọc Hồi.

Huyện Đăk Glei có diện tích 1.495,26 km², dân số năm 2019 là 48.761 người, mật độ dân số đạt 32 người/km².
Đường Hồ Chí Minh chạy theo hướng Bắc-Nam đi qua giữa địa bàn huyện. Huyện lỵ là thị trấn Đăk Glei. Là huyện có diện tích lớn nhất tỉnh Kon Tum.

## Hành chính
Huyện Đắk Glei có 12 đơn vị hành chính cấp xã, bao gồm thị trấn Đăk Glei (huyện lỵ) và 11 xã: Đăk Choong, Đăk Kroong, Đăk Long, Đăk Man, Đăk Môn, Đăk Nhoong, Đăk Pek, Đăk Blô, Mường Hoong, Ngọc Linh, Xốp.

## Lịch sử
Trước năm 1945, chính quyền thực dân Pháp chưa tổ chức chính quyền dưới tỉnh, mà việc cai trị vẫn do các đại lý hành chính phụ trách. Vùng Đắk Glei dưới quyền cai trị của đại lý hành chính Kon Tum, thuộc tỉnh Kon Tum.
Sau khi Cách mạng tháng 8 thành công, chính quyền Việt Nam Dân chủ Cộng hòa đã tổ chức lại tỉnh Kon Tum thành 4 đơn vị hành chính gồm các huyện Đăk Glei, Đăk Tô, Konplong và thị xã Kon Tum. Tuy nhiên, không lâu sau thì quân Pháp tái chiếm Đông Dương và mở rộng phạm vi kiểm soát lên Tây Nguyên, tái sử dụng lại bộ máy hành chính thời thực dân. Về phía Việt Nam Dân chủ Cộng hòa, do tình trạng chiến tranh, Xứ ủy Trung Kỳ và Phân ban vận động quốc dân thiểu số Nam Trung Bộ trực tiếp chỉ đạo quản lý hành chính toàn vùng Tây Nguyên. Những nay sau đó, tổ chức hành chính khu và phân khu được áp dụng.
Tháng 3 năm 1950, theo chủ trương của Liên Khu ủy V, tỉnh Kon Tum và tỉnh Gia Lai được sáp nhập thành tỉnh Gia - Kon. Ban cán sự Gia - Kon ra quyết định thành lập 7 khu (huyện). Địa bàn tỉnh Kon Tum tổ chức thành 3 khu: khu 1 (Đăk Glei); khu 2 (Đăk Tô); khu 3 (Kon Plong). Cách phân chia hành chính này giữ nguyên đến tận khi Hiệp định Geneve có hiệu lực.
Suốt thời kỳ Việt Nam Cộng hòa, vùng Đăk Glei thuộc quận Đăk Sút.
Sau năm 1975, huyện Đắk Glei thuộc tỉnh Gia Lai - Kon Tum, bao gồm 10 xã: Đắk Choong, Đắk Kroong, Đắk Long, Đắk Môn, Đắk Nhoong, Đắk Pék, Đắk Plô, Dục Nông, Mường Hoong và Ngọk Linh và đến ngày 12 tháng 8 năm 1991, tỉnh Gia Lai - Kon Tum được tách làm 2 tỉnh: Gia Lai và Kon Tum, huyện Đăk Glei thuộc tỉnh Kon Tum.
Ngày 15 tháng 10 năm 1991, chuyển xã Dục Nông sang trực thuộc huyện Ngọc Hồi (nay là 2 xã: Đăk Dục và Đăk Nông).
Ngày 22 tháng 11 năm 1996, Chính phủ ban hành Nghị định số 73-CP về việc:
- Thành lập thị trấn Đắk Glei trên cơ sở 8.750 ha diện tích tự nhiên và 3.899 nhân khẩu của xã Đắk Pék
- Thành lập xã Đắk Man trên cơ sở 11.600 ha diện tích tự nhiên và 1.270 nhân khẩu của xã Đắk Plô.

Ngày 13 tháng 7 năm 2001, thành lập xã Xốp trên cơ sở 12.490 ha diện tích tự nhiên và 2.526 nhân khẩu của xã Đắk Choong.

## Du lịch
Huyện Đắk Glei có núi Ngọc Linh, ngọn núi cao nhất Tây Nguyên với chiều cao hơn 2600m so với mặt nước biển, cùng với cây thuốc quý hiếm là Sâm Ngọc Linh.
Tại vùng đất thôn Măng Khênh xã Đăk Man có Thác Đắk Chè trên suối Đăk Chè. Thác nằm ngay sát đường đường Hồ Chí Minh, và có thể ngắm cảnh thác ở ngay trên cầu Đăk Chè bắc qua dòng suối này.
Gắn liền với địa danh lịch sử là Ngục Tố Hữu, nơi đã từng giam giữ nhà thơ Tố Hữu. Một di tích lịch sử được quan tâm và thu hút khách tham quan, du lịch.